# Pseudomeristomerinx nigricornis
Pseudomeristomerinx nigricornis är en tvåvingeart som beskrevs av Jennifer L. Hollis 1962. Pseudomeristomerinx nigricornis ingår i släktet Pseudomeristomerinx och familjen vapenflugor. Inga underarter finns listade i Catalogue of Life.